# Sun Yu
Sun Yu (traditionell kinesiska: 孫瑜; förenklad kinesiska: 孙瑜; pinyin: Sūn Yú), född 21 mars 1900, död 11 juli 1990, var en kinesisk filmregissör. Under främst 1930-talet blev han känd för sina socialistiska filmer.
Sun Yu föddes i Chongqing och utbildades först i Tsinghuauniversitetet i Beijing innan han under 1920-talet fortsatte sin utbildning inom drama på University of Wisconsin-Madison och Columbia University.
I början av 1930-talet började Yu arbeta på den vänsterorienterade filmstudion Lianhua, där han skulle komma att bli en av centralgestalterna av de "socialt medvetna" regissörerna, tillsammans med bland annat Cai Chusheng och Fei Mu.
På 1950-talet deporterades Yu på order av Mao Zedong, och hans karriär var över. Han avled i Shanghai 1990.

## Filmografi i urval
| År   | Svensk titel*   | Engelsk titel               | Kinesisk titel | Kommentar                                      |
| ---- | --------------- | --------------------------- | -------------- | ---------------------------------------------- |
| 1930 | -               | Wild Flowers                | 野草閒花       | Även känd som Wild Flowers by the Road         |
| 1932 | -               | Wild Rose                   | 野玫瑰         |                                                |
| 1932 | -               | Loving Blood of the Volcano | 火山情血       | Även känd som Volcano in the Blood             |
| 1933 | -               | Daybreak                    | 天明           |                                                |
| 1933 | -               | Little Toys                 | 小玩意         |                                                |
| 1934 | -               | Queen of Sports             | 体育皇后       |                                                |
| 1935 | Den stora vägen | The Big Road                | 大路           |                                                |
| 1937 | -               | Madman's Rhapsody           |                | Segment i en antologifilm, Symphony of Lianhua |
| 1950 | -               | The Life of Wu Xun          | 武训传         |                                                |
| 1957 | -               | Brave the Wind and Waves    | 乘风破浪       |                                                |
| 1958 | -               | The Legend of Lu Ban        | 鲁班的传说     |                                                |

*Sun Yus filmer har aldrig visats i Sverige, därför finns många titlar inte på svenska.